# Cratere Badwater
Badwater  è un cratere sulla superficie di Marte.